# 몬스터 헌터 포터블 2nd G
《몬스터 헌터 포터블 2nd G》는 몬스터 헌터 포터블 2nd의 확장판 형식으로 기본적으로 몬스터 헌터 포터블 2nd와 같다.
몬스터헌터 포터블 2nd G는 기존작인 몬스터 헌터 포터블 2nd의 성공에 힘입어 PSP의 타이틀 중 가장 인기있는 타이틀 중 하나가 되었다. 일본에서는 이 로 인하여, 기존에 닌텐도의 NDSL의 인기에 눌려 있었던 PSP가 다시 판매랑 1위를 차지할 수 있는 계기를 마련해 주기도 하였으며, 애드훅기능으로 멀티플레이가 가능하여 친구나 주변 사람끼리 함께 하는 것이 유행처럼 되기도 하였다.

## 게임의 특징
몬스터 헌터 시리즈는 전통적으로 '혼자서 거대한 적과 싸운다'를 기본으로 하고 있다. 거대한 검이나, 창 같은 비교적 원시적인 무기로 거대한 몬스터나 용 등을 사냥하여, 그것을 바탕으로 보다 좋은 무기와 방어구를 제작하고, 그걸 입고 좀 더 높은 단계의 몬스터를 사냥하는 것으로 게임이 진행된다. 특이하게 몬스터 헌터 시리즈에는 '레벨'개념이 없으며, 캐릭터의 특별한 능력치 향상도 없다. 오로지 플레이어의 컨트롤과 몬스터를 사냥해서 만드는 장비만 업그레이드 될 뿐이다. 또한 몬스터를 사냥하는데 있어서, 각 몬스터들은 따로 눈에 보이는 수치를 가지고 있지 않다. 즉, 상대방의 체력이 얼마나 남아있는지 직접적으로 눈으로 보이는 수치가 없기 때문에 언제나 긴장을 늦추지 않고 플레이해야 한다.

## 게임 플레이
게임의 플레이는 크게 아래의 단계로 이루어진다.
- 퀘스트의 준비
  - 퀘스트에 필요한 여러 가지 아이템을 구입, 채집 및 조합한다.
  - 일반적으로 여러 가지 소재를 구입하여 조합을 하는 것이 가격이 저렴하다.
- 퀘스트를 수주
  - 길드로부터 몬스터의 수렵, 토벌 등의 퀘스트를 받는다. 퀘스트는 마을의 '촌장'이나 집회소의 '길드 아가씨'로부터 받을 수 있다. 기본적으로 퀘스트를 수주 하기 위해서는 '보증금'이 필요하며 일정의 금액을 지불하고 퀘스트를 받을 수 있다. 퀘스트가 성공할 경우 처음의 보증금은 두배로 돌려받는다.
- 퀘스트
  - 퀘스트는 크게 '토벌', '수렵', '채집'으로 나뉜다.
  - 결산
    - 퀘스트의 성공시 '보수금' 및 '보수품'을 받는다. 또한 몬스터를 헌팅 후 사체로부터 '갈무리'를 하여 여러 가지 재료를 획득할 수 있다.
    - 퀘스트에 실패했을시 '보증금'을 비롯, 여러 가지 보수도 받을 수 없다. 하지만 게임이 완전히 끝나지는 않는다.
- 장비의 생산
  - 무기나 방어구 등을 퀘스트를 통해서 얻은 재료나 '폿케농장'에서 채집한 재료들, 그리고 일정의 금액을 가지고 생산한다. 생산한 무기는 '강화'를 거쳐서 보다 높은 능력을 가진 무기로 만들 수 있으며, 방어구에는 여러 가지 '장신구'를 슬롯에 장착하여 능력치를 올리거나, 스킬을 띄울 수 있다.

## 퀘스트

### 헌팅
기본적으로 몬스터 헌터에서는 '길드'에서 퀘스트를 수주받아 해당 몬스터를 사냥하게 된다. 헌팅 퀘스트는 '수렵퀘스트'와 '토벌퀘스트'로 나뉜다. 몬스터 헌터 포터블 2nd G에서는 하위퀘스트, 상위퀘스트에 이어 보다 높은 난이도의 퀘스트인 G급 퀘스트가 추가되었다.
- 토벌 퀘스트 - 몬스터를 토벌 하면 성공
- 수렵 퀘스트 - 몬스터를 토벌/포획하면 성공
  - 포획

몬스터를 살상할 수 있는 것만이 퀘스트를 완료할 수 있는 것은 아니다. 적절한 덫으로 몬스터를 유인한 후 '포획용마취제'를 통해서 몬스터를 포획할 수 있다.

### 수집
몬스터를 사냥하는 것 뿐만 아니라 각 필드의 귀한 재료들을 모아오는 것도 퀘스트 중의 하나이다. 흔히 '채집퀘스트'라고 불린다.

## 무기

### 검사용
보우건/활 류를 제외한 모든 무기가 검사로 취급된다 방어구의 사용에 제약을 줌

#### 대검
넓은 폭은 거대한 검 하나로 이루어진 무기. 검을 세워 적의 공격을 막을 수 있고, 공격속도가 느리지만 하나하나 공격력이 무척 강하다. 힘을 모아 강력한 공격을 할 수 있다. 흔히 이것을 3차지라고 부른다. 속성 대미지보다 일반 대미지를 흔히 깡댐을 중시한다. 풍압, 포효를 제외한 공격을 막을 때는 예리도가 소모된다.

#### 태도
대검과 비슷한 거대한 검이지만, 대검보다 훨씬 날렵한 형태를 하고 있다. 방어는 할 수 없는 대신 휘두르는 것이 무척 빠르고, 몬스터를 벨때마다 '귀인 게이지'가 축적되며, 귀인 게이지를 끝까지 채울시 공격력이 상승한다. 귀인게이지를 일정 소비하여 '귀인베기'를 할 수 있다. 대검이 큰 한방을 노리고 치고 빠지고 하는 스타일이라면, 태도는 자잘한 콤보로 끈임없이 대미지를 주는 것이 주된 사용방법.

#### 한손검
한 손엔 짧은 검, 다른 한 손에는 방패로 이루어진 무기. 빠른 공격이 가능하고 방패로 적의 공격을 막을 수도 있다. 또한 무기를 뽑은 상태에서도 아이템을 사용할 수 있는 특징이 있다. 방어 성능은 제일 안좋은 편

#### 쌍검
짧은검 두개로 이루어진 무기, 공격력은 낮지만 빠른 공격으로 그 이상의 대미지를 줄 수 있다.
스테미너를 지속적으로 소비하는 공격모드로 특수한 연계기술로 공격할 수 있다. 커맨드를 입력하여
귀인화가 될 수 있는데 스태미너를 지속적으로 사용하지만 콤보가 크게 늘어난다. 일반 대미지보다는 속성
대미지를 중요시하고 귀인화를 할 때는 강주약(스태미너가 무한이 되는)을 사용하고 쓴다.
(온라인 7.0 패치로 막혔다. 온라인만 해당) 무기 중 예리도 소모가 가장 심한 무기.

#### 해머
거대한 둔기. 몬스터의 머리를 공격해 스턴을 일으킬 수 있다. 특수한 공격으로 힘을 모아 해머를 돌려 공격하거나 강한 내려찍기를 사용할 수 있다. 대검과 다르게 차지를 하면서 움직일 수 있고 멈춘 상태에서 차지공격을 하면 위아래로 찍고 움직이면서 쓰면 빙글빙글 돈다. 위 아래로 찍는 건 스턴을 넣기 좋고 도는 것은 상태이상 공격을 하기 좋다.

#### 수렵피리
해머와 같은 둔기, 해머에 비해서 공격적인 능력은 조금 떨어지지만, 특수한 기능으로 피리를 불어 여러 가지 효과를 일으킬 수 있다. 해머와 마찬가지로 스턴을 걸 수 있고 자기에게 모든 버프를 걸었을 때는 웬만한 해머보다
나은 대미지 딜링을 할 수 있게된다.

#### 랜스
창과 방패로 이루어진 무기. 방패로 적의 공격을 막을 수 있으며, 막는 도중에도 짧은 틈으로 창으로 찌르는 공격을 할 수 있다. 특수한 공격으로 창을 앞으로 세우고 돌격할 수 있다. 건랜스 보다 회피 위주이고 방어 성능이 탁월하다

#### 건랜스
랜스와 같이 창과 방패로 이루어졌으나, 포신이 달려있어 포격이 가능하다. 특수한 공격으로 몬스터의 육질을 무시하고 대미지를 입히는 용격포를 사용할 수 있다. 용격포는 다단히트라 수면상태에서 피해량은 대검의 3차지가 월등히 좋다. 랜스보다 방어 위주이며 방어 성능이 탁월하다.

### 거너용
거너는 일반적으로 대미지가 낮고 방어력이 낮지만 멀리서 공격이 가능하다.
화사 장력+2를 띄우고 대미지 딜링을 하는 편이 좋다.
(화사 장력은 체력이 일정량 이하가 되면 발동한다.
+1은 방어력이 증가 +2는 추가 방어력과 공격력 +%의 효과가 있다.)

#### 라이트 보우건
원거리 무기. 원거리에서 적을 공격할 수 있지만 공격력이 약하며, 탄을 소모한다. 여러 가지 속성을 가진 탄으로 적에게 상태 이상을 공격 할 수 있다.

#### 헤비 보우건
기본적으로 라이트 보우건과 같지만, 라이트 보우건보다 훨씬 무거워 이동속도가 많이 떨어지지만 위력은 더 강력하다. 역시 탄을 소모한다.

#### 궁
원거리 무기. 여러 가지 속성의 '병'을 화살에 묶어 적을 공격할 수 있다. 화살은 기본적으로 무한대로 지급되며, 화살은 포물선을 그리며 날아간다.
확산, 관통, 연사 의 세 종류의 사격방법이 있다. 그러나 사용자가 선택할 수는 없고 활의 고유한 능력으로 결정된다. 모아쏘기(차지샷)도 가능하며 대개의 경우 1레벨 2레벨 3레벨로 모아쏠쑤있다.

## 방어구
방어구는 크게 검사용과 거너용으로 나뉘며,이는 들고 있는 무기에 따라서 각각 착용의 유무가 결정된다. 각 부위별로 머리, 몸통, 팔, 허리, 다리의 5부위로 나뉘며, 각각 고유한 스킬이 가감되어 있다. 방어구에는 대부분 슬롯이 존재하여 '장신구'를 장착함으로써 스킬의 가감을 조절할 수 있다. 단, 동계통배가라는 스킬은 가슴 파츠의 능력을 그대로 옮겨 쓰는 형태이다.

## 스킬
헌팅이나 채집을 위한 여러 가지 스킬이 존재한다. 파라미터등을 올려주는 것 뿐만 아니라, 특수한 기술을 할 수 있게 해주는 등 여러 가지가 있다. 방어구나 무기의 고유한 능력치로 인한 스킬의 발동과 고양이 식사를 통한 랜덤한 스킬의 발동 등이 있다.

## 조합
몬스터 헌터에는 수백종류의 아이템들이 존재하며, 그들 중 대부분은 조합을 통해서 새로운 아이템을 생성하는 것이 가능하다. 예를 들면 약초(藥草)와 푸른 버섯(アオキノコ)을 조합하면 회복약이 되는 등이다. 조합은 난이도가 존재하며, '조합서(調合書)'를 구입하는 것에 따라 성공확률이 올라간다. 연금술 스킬을 띄우면 특수한 조합이 가능하게 되고 스킬로도 아이템 조합 확률을 향상시킬 수 있다. 거너의 경우 탄 조합분을 챙기는 것이 기본중의 기본이다.

## 몬스터

### 종류
보스급의 몬스터들은 각각의 종(種)으로 나뉘어 있으며, 각각의 종은 비슷한 특성을 가지고 있는 경우가 대부분이다. 각각의 종들과 몬스터의 이름은 다음과 같다.
- 수인종
  - 얀자나프
- 갑충종
  - 퀸랑고스타
- 조룡종
  - 도스기아노스, 도스란포스, 도스쟈그라스, 도스이오스, 얀쿡(아종), 쿠루루야크, 게료스(아종), 히프녹
- 비룡종
  - 리오레이아(아종, 희소종), 리오레우스(아종, 희소종), 풀풀(아종), 바사루모스, 그라비모스(아종), 모노브로스(아종), 디아블루스(아종), 티가렉스, 나르가쿠르가, 아캄토룸, 우캄루바스,바테스우스(용감하여솟구치는 바젤기우스)
- 어룡종
  - 도스가레오스, 쥬라토토스(아종), 볼가누스
- 갑각종
  - 다이묘자자미(아종), 쇼군기자미(아종), 쉔가오렌
- 아수종
  - 도스팡고, 바바콩가(아종), 도도브랑고(아종), 라쟝
- 고룡종
  - 키린, 크샬다오라(아종), 오오나즈치, 나나 테스카토리, 테오 테스카토루, 노산룡(아종), 야마츠카미, 미라보레아스(아종),이블조(미친이불조)발지하크(아종),네르기간테(모두를 멸하는 네르기간테),라비엔테,다롄 모란,다라 아마듈라,

### 육질과 속성
각 몬스터들에게는 육질과 함께 속성이 부여되어 있다. 육질이란 몬스터의 각부위의 '단단함'를 말하는 것으로서, 약점과는 약간 다른 뜻을 가지고 있다. 일반적으로 육질이 '딱딱하다'라고 한다면, 그곳에 타격 등이 들어가면, '예리도'가 떨어지는 칼이나 검등이 튕겨나간다. 반대로 육질이 '연한'부위에는 비교적 예리도가 약한 무기라도 튕기지 않고 대미지가 들어간다.
속성은 일반적으로 5가지의 종류 화(火), 수(水), 뇌(雷), 빙(氷), 용(龍)로 나뉘며 무기등에 추가적으로 해당 속성의 대미지를 가지고 있다. 이는 각 속성에 약한 몬스터에게 추가적으로 대미지를 줄 수 있을 뿐만 아니라, 몬스터의 특정부위 파괴를 위해서는 꼭 해당 속성으로 대미지를 주어야 하는 경우도 있다.

### 부위 파괴
몬스터를 헌팅하는데 있어서 몬스터의 여러부위는 누적된 대미지에 따라서 파괴가 되기도 한다, 예를 들면 뿔이나 이빨이 부서진다든가, 날개가 꺾인다든가, 꼬리가 잘리는 등의 여러 가지 효과와 함께 부위파괴가 일어난다. 부위파괴는 몬스터의 체력이 얼마나 남아있는지 가늠할 수 있는 척도가 되는 한편, 퀘스트를 완료하였을 때 부위 파괴를 함으로써 보수가 늘어나며 때에따라서는 부위파괴를 해야만 얻을 수 있는 보수들도 있다.

### 이벤트
최초로 등장하는 몬스터는 특정한 장소에서 잠깐의 컷인과 함께 등장한다. 이 후 해당 영상은 언제든지 감상할 수 있게 된다. 또한 특별한 조건을 만족(토벌에 성공 등)하면 '몬스터의 생태'와 같은 추가적인 동영상을 감상 할 수 있다.

## 헌터 랭크
레벨과 비슷한 개념이지만 캐릭터의 능력치에 직접적인 영향은 주지 않는다. 몬스터 헌터 포터블 2nd G의 경우 1부터 9까지의 랭크가 존재하며, 숫자가 커질수록 높은 랭크의 헌터이다.

## 전작에 비해서 몬스터 헌터 포터블 2nd G 에 추가된 내용
- 퀘스트
  - 집회소 G급 퀘스트 추가

- 장비
  - G급 무기 추가(개수로는 2배정도 늘어남)
  - 방어구 X, Z 시리즈 추가

- 필드
  - 수해 등의 새로운 필드의 추가
  - 구 필드의 연결 통로 및 오브젝트 위치 변경(기존판의 버그 수정을 겸함)

- 몬스터
  - 네르기간테 추가
  - 도스기르오스(대형몬스터) 추가
  - 나루가크루가 추가
  - 볼보로스(대형몬스터) 추가
  - 퀸랑고스타 추가
  - 얀자나프(대형몬스터)추가

추가
- - 다이묘 자자미, 쇼군 기자미, 바바콩가, 도도브랑고의 아종 추가

- 오토모 아이루 시스템

- 미디어 인스톨 시스템

- 기타 유저 편의 기능

## 역사
- 2008년 3월 27일 발매
- 플레이스테이션 포터블(PSP) 최초로 2008년 5월 13일 200만의 판매고를 기록하였다.

## 평가
| 평론 점수 평론사 점수 iOS PSP 1UP.com N/A A [ 1 ] 에지 N/A 7/10 [ 2 ] 유로게이머 N/A 8/10 [ 3 ] 게임 레볼루션 N/A B [ 4 ] 게임프로 N/A [ 5 ] 게임스팟 N/A 6.5/10 [ 6 ] 게임트레일러스 N/A 8.1/10 [ 7 ] 게임존 N/A 8.5/10 [ 8 ] IGN N/A (AU) 9.5/10 [ 9 ] (US) 8/10 [ 10 ] PSM N/A [ 11 ] 터치아케이드 [ 12 ] N/A 통합 점수 메타크리틱 86/100 [ 13 ] 81/100 [ 14 ] |        |                       |
| 평론 점수 |        |                       |
| 평론사 | 점수   | 점수                  |
| 평론사 | iOS    | PSP                   |
| 1UP.com | N/A    | A                     |
| 에지 | N/A    | 7/10                  |
| 유로게이머 | N/A    | 8/10                  |
| 게임 레볼루션 | N/A    | B                     |
| 게임프로 | N/A    | [ 5 ]                 |
| 게임스팟 | N/A    | 6.5/10                |
| 게임트레일러스 | N/A    | 8.1/10                |
| 게임존 | N/A    | 8.5/10                |
| IGN | N/A    | (AU) 9.5/10 (US) 8/10 |
| PSM | N/A    | [ 11 ]                |
| 터치아케이드 | [ 12 ] | N/A                   |
| 통합 점수 |        |                       |
| 메타크리틱 | 86/100 | 81/100                |

## 공식 웹사이트
- 몬스터 헌터 공식 포탈 보관됨 2021-05-02 - 웨이백 머신
- 몬스터 헌터 포터블 2 G 공식 사이트 보관됨 2008-05-13 - 웨이백 머신